# زیندلسدورف
زیندلسدورف (به آلمانی: Sindelsdorf) یک شهر در آلمان است که در بایرن واقع شده‌است.

## خصوصیات
زیندلسدورف ۱۷٫۵۰ کیلومترمربع مساحت دارد ۶۰۹ متر بالاتر از سطح دریا واقع شده‌است.